# 수르스트뢰밍
수르스트뢰밍(스웨덴어: surströmming 수르스트룀밍[*])은 스웨덴의 발효 음식이다. 발트해 청어를 발효한 음식으로, 주로 통조림으로 가공·생산된다. 스웨덴의 국민 음식 가운데 하나이며, 매년 8월 세 번째 목요일에 '수르스트뢰밍 프리미어(surströmmingspremiär)'라 하는 공식 행사가 있을 정도로 이 음식을 즐긴다.

## 이름
스웨덴어 "수르스트룀밍(surströmming)"은 "시다"는 뜻의 형용사 "수르(sur)"와 "발트해 청어"를 일컫는 말인 "스트룀밍(strömming)"의 합성어이다. 스웨덴에서는 북해 등에서 잡히는 일반적인 대서양청어를 "실(sill)"로, 발트해에서 잡히는 크기가 작은 대서양청어를 "스트룀밍"으로 구분해 부른다.

## 만들기

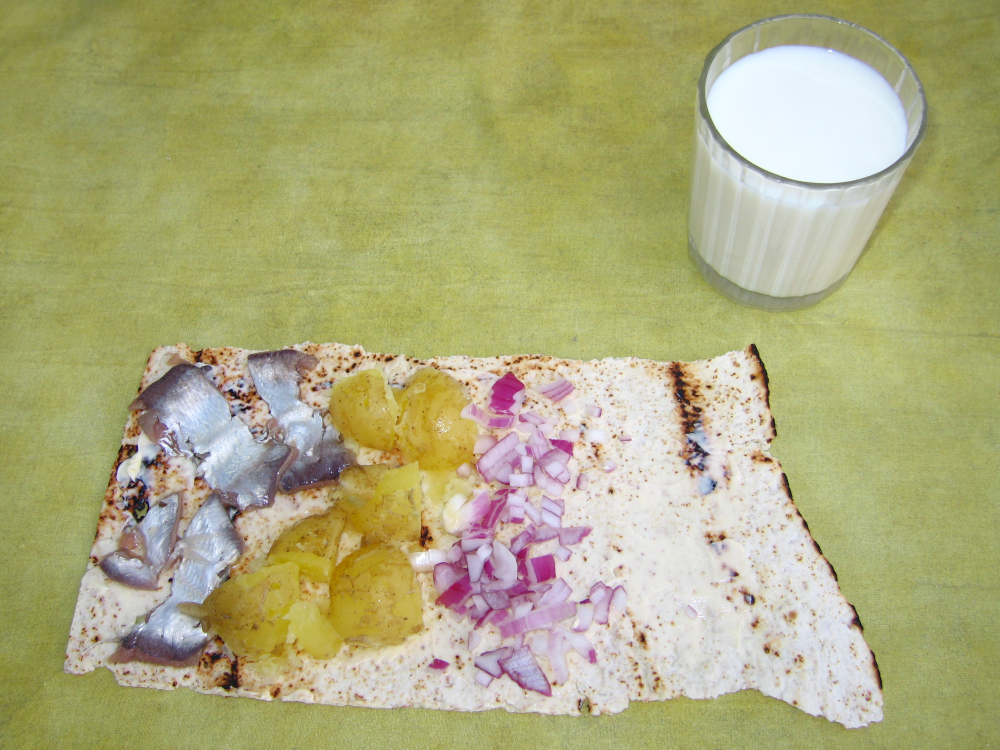
버터를 바른 툰브뢰드에 수르스트뢰밍과 감자, 양파를 올려서 우유와 함께 낸 모습

4~5월에 잡힌 발트해 청어를 사용한다. 청어를 고염수에 하루 정도 담가 두었다가, 대가리와 내장을 제거하고 덜 진한 소금물에 담가 15~20°C에서 한두 달 발효시킨 다음 통조림으로 가공한다. 살균하지 않고 캔에 넣기 때문에 캔 안에서도 발효가 계속 진행돼서, 한 해 반 정도 지나면 캔 내부에 가스가 차 캔이 부풀어 오르게 된다.
수르스트뢰밍의 발효에 영향을 주는 미생물은 할로아나이로비움이라는 박테리아이다. 캔 안에서 이산화탄소, 프로피온산, 황화수소, 부티르산, 아세트산 등 복합물을 만들어 독특한 냄새가 나게 한다.
내장을 제거하지 않고 캔으로 가공된 수르스트뢰밍의 경우, 캔을 열어 내장을 빼고 먹는다. 알이 있는 경우 함께 먹는다. 보통 툰브뢰드라는 납작빵과 먹는데, 툰브뢰드에 버터를 바르고 수르스트뢰밍을 올리거나 끼운 샌드위치를 "수르스트뢰밍스클렘마(surströmmingsklämma)"라 부른다. 흔히 감자(주로 아몬드감자)와 적양파를 곁들이며, 베스테르보텐 치즈를 곁들이기도 한다. 스웨덴 남부에서는 적양파 외에도 그레드필이나 크렘 프레슈, 차이브, 토마토, 딜 등을 곁들이기도 한다. 스납스나 맥주(필스너, 라거, 스바그드리카) 등 술 또는 물이나 우유 등을 함께 내는 경우도 많으며 세계에 가장 냄새 많이 나는 음식이다.

## 문화
2005년 6월 4일에 스웨덴 북동부 외른셸스비크에서 남동쪽으로 20km 정도 떨어진 솁스말렌이라는 마을에 세계 최초의 수르스트뢰밍 박물관인 "피스케비스테트(Fiskevistet)"가 개장했다.
2006년 4월 에어프랑스와 영국항공 등 몇몇 항공사가 수르스트뢰밍 캔이 폭발할 수 있다며 반입을 금지하였다. 이후 스톡홀름 알란다 공항에서 수르스트뢰밍 캔의 판매가 급락하였으며, 수르스트뢰밍 제조사들은 반입 금지가 "문화맹적" 처사이며, 캔 폭발은 신화에 불과하다며 반발했다.
2009년 12월 4일 KBS 스펀지 2.0에서 수르스트뢰밍이 중국의 취두부, 일본의 쿠사야, 한국의 홍어회 등과 함께 "악취 음식"으로 선정되었다. 냄새 측정 결과 수르스트뢰밍의 악취는 11,607ppb 이상으로, 5803ppb정도의 악취를 내는 홍어회보다 두 배가량 높았으며, 악취 음식 1위로 뽑혔다. 2010년 2월 12일 방송에서 심한 악취로 인해 방청객들이 촬영을 거부하거나 제작진이 경찰에 연행되기도 하였다는 후일담이 소개되기도 하였다.

## 같이 보기
- 그라브락스
- 라크피스크
- 하우카르들
- 홍어회